# Cuphea caeciliae
Cuphea caeciliae är en fackelblomsväxtart som beskrevs av Emil Bernhard Koehne. Cuphea caeciliae ingår i släktet blossblommor, och familjen fackelblomsväxter. Inga underarter finns listade i Catalogue of Life.